# Morique
El morique (morike) és una llengua arawak del grup septentrional occidental, extingida i poc certificada que es parlava entre el riu Ucayali i el riu Javari al Perú. Està estretament relacionada amb el chamicuro.:145

## Comparació lexica
Comparació lèxica entre el morique i el chamicuro (Ramirez 2019: 658; 2020: 145):
| Català  | Moríque | Chamicuro |
| ------- | ------- | --------- |
| llengua | -min    | menu      |
| dent    | -as     | ahsi      |
| ull     | -oki    | ohki      |
| orella  | -θai    | tʃaji     |
| barba   | xona    | ʂuʔna     |
| jacaré  | kaʃio   | kaʃjuna   |
| tabac   | porots  | polohti   |
| mill    | naʃi    | naʃi      |